# Strumigenys stenorhina
Strumigenys stenorhina (лат.) — вид мелких муравьёв из трибы Attini (ранее в Dacetini, подсемейство Myrmicinae).

## Распространение
Китай, Япония.

## Описание
Длина коричневого тела около 2 мм. Усики 6-члениковые. Длина головы (HL) от 0,73 до 0,78 мм, ширина головы (HW) от 0,47 до 0,50 мм. Вершинная вилка узких и длинных жвал состоит из двух апикальных зубцов и одного преапикального. От близких видов отличается следующими признаками: внешний край жвал прямолинейный; максимальный диаметр глаза больше максимальной ширины скапуса; глаз содержит 4-5 омматидия в длиннейшем ряду.
Хищный вид, предположительно, как и другие представители рода, охотится на мелкие виды почвенных членистоногих.
Вид был впервые описан в 2000 году английским мирмекологом Барри Болтоном по материалам из Японии. Вид включён в комплекс видов Strumigenys feae-complex из видовой группы Strumigenys mayri-group.